# Murphy's Cup
De Murphy's Cup was een golftoernooi van de Europese PGA Tour in 1989, 1990 en 1991.
Voor de Murphy's Cup werd in 1989 het stableford-puntensysteem gebruikt, de twee latere toernooien gebruikten een variant daarop.

## Winnaars
| Jaar | Baan                          | Winnaar        | Score |
| ---- | ----------------------------- | -------------- | ----- |
| 1989 | St Pierre Golf & Country Club | Hugh Baiocchi  | 156   |
| 1990 | Fulford Golf Club             | Tony Johnstone | 50    |
| 1991 | Fulford Golf Club             | Tony Johnstone | 40    |